# Alfons Svensson
Alfons H.C. Svensson , artistnamn Abd Ur-Rama, svensk svärdslukare och fakir född 24  april 1907 i Sölvesborg avled i Norrtälje 23 augusti 1960. Han uppträdde runt om i Sverige under 1930-, 40- och 50-talen och blev känd tack vare sina våghalsiga trick och hårda leverne. Några av hans specialiteter var att sticka nålar genom kinderna och svälja långa svärd. Själv föraktade han svärdslukare som använde sig av svärd som bara var 40 cm långa. Han framhävde gärna hur många som svimmade vid hans framföranden och rekordet lär ha varit 38 svimningar vid ett uppträdande i Helsingborg. Ett av hans många spektaktulära trick var när han i mitten av 1940-talet lät sig korsfästas i Jokkmokk, endast iförd ett höftskynke mitt i vintern.
Svensson medverkade även i filmen Johansson och Vestman (1946) i regi av Olof Molander.